# João Quaresma Viegas Bexigas
Pour les articles homonymes, voir Quaresma et Viegas.
João Quaresma Viegas Bexigas est un colonel d'infanterie et homme politique santoméen. Il est ministre de la Défense et de l'Ordre intérieur de 1996 à 2001 dans le Ve gouvernement, dirigé par Raul Bragança Neto.

## Articles connexes

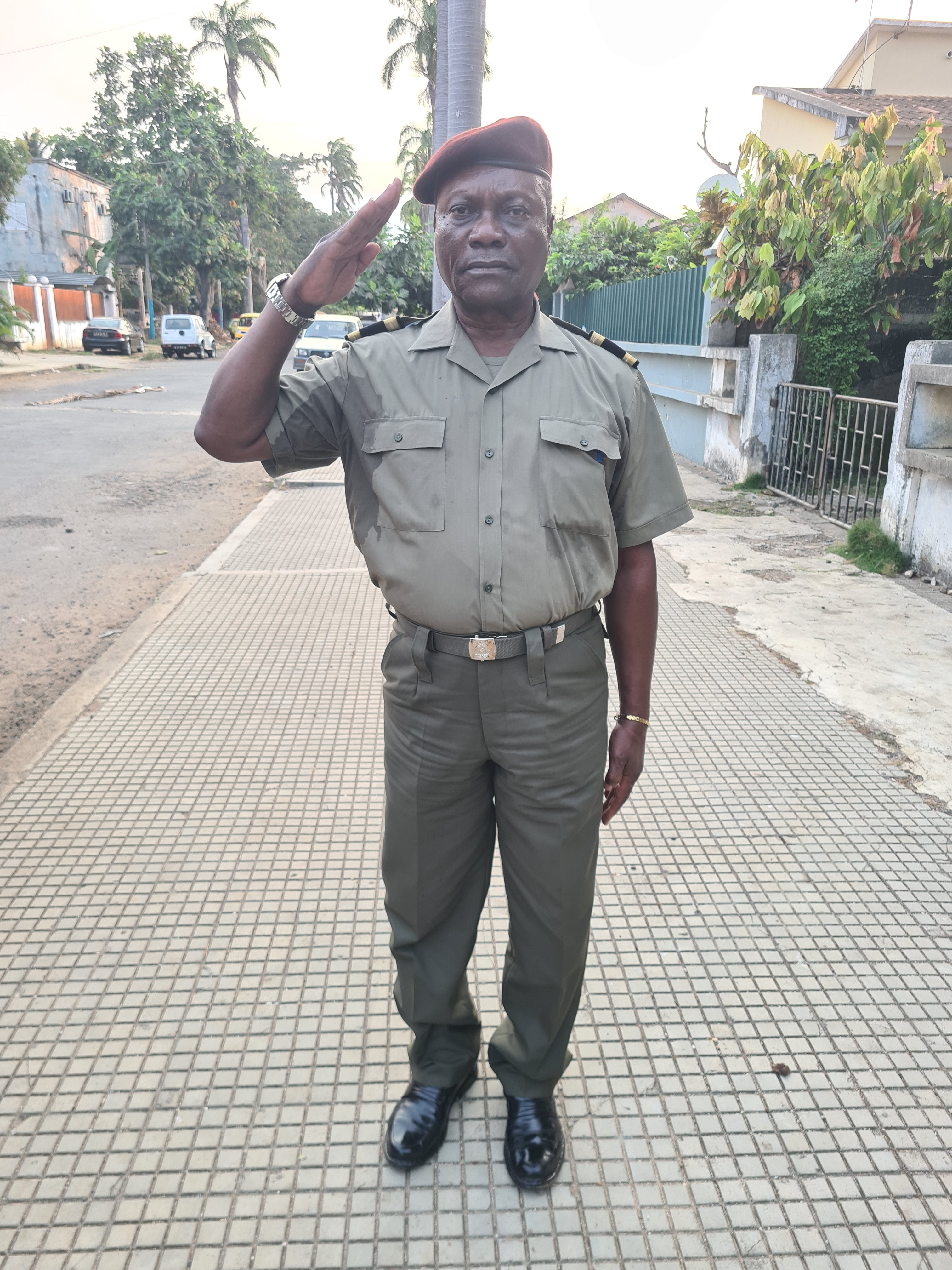